# 민진후
민진후(閔鎭厚, 1659년 ~ 1720년)는 조선시대 후기의 문신이자 외척으로 인현왕후의 오빠이자 민진원과 민진영(閔鎭永)의 형이다. 스승은 송시열이며, 명성황후의 5대조이다. 본관은 여흥.

## 생애
민유중과 송준길의 딸인 은진 송씨의 아들로 태어났다. 인현왕후와 민진원은 그의 동생들이다. 소년 시절 아버지 민유중과 백부 민정중의 스승이기도 한 송시열의 문하에서 문인으로 수학하였다. 1681년(숙종 7) 생원이 된 뒤 1686년 문과에 급제하여 승문원 정자 (正字)가 되었으나, 1689년(숙종 15년) 기사환국으로 남인이 집권하자 삭탈관직되어 귀양 갔다. 1694년(숙종 20년) 갑술환국으로 인현왕후가 복위되자 세자시강원 설서(說書)로 복직되었다. 이후 다시 중용되어 사간원정언, 부응교, 헌납, 시독관, 수찬, 검토관, 북평사를 거쳐, 승지가 되었고 그 뒤에는 홍문관부제학을 지낸 뒤에 97년 충청도관찰사가 되었다. 대사간, 강화부유수, 장례원판결사, 형조참의, 병조참판, 호조참판을 했고 한성부판윤으로 승진, 형조판서를 거쳐 우참찬이 되었다. 예조판서, 좌참찬, 한성부판윤, 지경연사를 계속 했다. 곧 예조판서, 지의금부사, 수어사를 했다. 곧 한성부판윤, 예조판서, 우참찬, 지의금부사를 했다.
1705년 조선 초기 좌정승 김종서의 죄를 회복하고, 관작의 복구를 청했으나 무산되었다. 1706년 의금부 지사(知事)로서, 유생 임부(林溥)가 세자모해설(世子謀害說)을 발설하여 일어난 옥사 때 왕 앞에서 함부로 논죄하다가 탄핵, 파직되었다. 그러나 이후 복직되어 판의금부사, 좌참찬, 수어사, 판중추부사, 한성부판윤, 형조판서, 판돈녕부사 등을 했다. 형조판서, 수어사, 판돈녕부사, 제조, 병조판서, 한성부판윤, 예조판서를 거쳐 판의금부사, 수어사, 좌참찬, 한성부판윤이 되고 예조판서, 지경연사, 형조판서, 한성부판윤, 판의금부사, 좌참찬 등을 했다. 그러나 한때 소론의 탄핵으로 귀양을 갔다가 1717년 다시 기용되어 여러 요직을 거쳐 동지사(冬至使)로 청나라에 다녀오고 돈령부판사, 예조판서, 공조판서를 거쳐, 1718년 숭록대부에 올랐다. 내국제조(內局提調)로서 홍문관제학에 임명되었으나 사양하였다. 1719년 의정부 우참찬, 의정부 좌참찬을 거쳐서 1720년에 개성부 유수로 있다가 죽었다.
인품이 뛰어나고 문집으로 《지재집》(趾齋集)이 전한다. 시호는 충문(忠文), 경종의 묘정에 배향되었다. 김창집, 이이명, 이건명, 조태채와도 친분이 깊었다.

## 가족 관계
- 조부 : 민광훈(閔光勳)
- 조모 : 연안이씨(延安李氏), 이조판서 이광정(李光庭)의 딸
  - 아버지 : 민유중(閔維重)
  - 어머니 : 은진 송씨(송준길(宋浚吉)의 딸)
    - 누나 : 여흥 민씨(이만창(李晩昌)[1]에게 출가)
    - 남동생 : 민진원(閔鎭遠)
    - 제수 : 파평 윤씨(윤지선(尹趾善)의 딸)
    - 여동생 : 인현왕후
    - 매제 : 조선 19대 국왕 숙종
    - 여동생 : 초명 민정성 혹은 민정제[2]
    - 매제 : 신석화(申錫華, 신정(申晸)의 아들. 장렬왕후 조씨의 언니의 손자로 숭선군의 처남의 아들이다.)

  - 계모 : 풍양 조씨
    - 이복 남동생 : 민진영(閔鎭永, 1682 ~ 1724)
    - 이복 여동생 : 이장휘(李長輝)에게 출가(이선의 아들)
    - 이복 여동생 : 홍우조(洪禹肇)에게 출가

  - 초실 : 연안 이씨 판서 이단상(李端相)의 딸[3]
    - 장녀[4] : 조규빈(趙奎彬)[5]에게 출가
      - 외손자 : 조영진(趙榮進)[6]

  - 계실 : 연안 이씨 현감 이덕로(李德老)의 딸
    - 아들 : 민익수(閔翼洙, 1690 ~ 1742)[7]
      - 손자 : 민백분(閔百奮)[8]
      - 손녀 : 홍지해(洪趾海)에게 출가 - 홍상간(洪相簡)의 어머니
      - 손녀 : 윤일복(尹一復, 윤지술(尹志述)의 아들, 둘째며느리 윤씨의 친정조카)에게 출가

    - 아들 : 민우수(閔遇洙, 1694 ∼1756)
    - 자부 : 칠원 윤씨(윤지술[9]의 누나, 구성필(具成必)[10]의 생질녀)
      - 손자 : 민백첨(閔百瞻)
      - 손자 : 민백겸(閔百兼)

    - 차녀 : 김광택(金光澤)[11]에게 출가

## 참고 자료
- 한영우 (2001년 10월 20일). 《명성황후와 대한제국》 초 1쇄판. 서울: 효형출판. ISBN 89-86361-57-4.

## 민진후가 등장한 작품
- 길용우 - 1981년 장희빈, MBC 드라마
- 박병훈 - 1988년 인현왕후, MBC 드라마
- 차광수 - 1995년 장희빈, SBS 드라마
- 김명수 - 2002년 장희빈, KBS 드라마

## 같이 보기
- 인현왕후
- 숙빈 최씨
- 영빈 김씨
- 희빈 장씨
- 조선 숙종
- 명성왕후
- 숙안공주
- 송시열
- 민유중
- 민정중
- 민진원
- 김수항
- 김창집
- 김만중
- 김만기
- 김석주
- 김익훈
- 김익겸
- 남구만
- 최석정
- 최효원
- 조태채
- 김춘택
- 조선 경종
- 조선 영조